# Велики рат (роман)
Велики рат је роман српског књижевника Александра Гаталице из 2012. године и представља једно од најтиражнијих и најчитанијих дела новине српске књижевности. Награђен је Ниновом наградом за најбољи роман године, као и Наградом Меша Селимовић.

## Историја
Аутор се у писању служио записима Џона Рида, као и ратним издањима листа Политика, како би што веродостојније реконструисао и испричао одређена историјска дешавања.
Према ауторовом сведочењу, први читаоци рукописа романа били су Петар Пијановић и историчар др Драгољуб Живојиновић, пензионисани професор Филозофског факултета Универзитета у Београду и редовни члан Српске академије наука и уметности.

## Ликови
Међу ликовима који се појављују у роману, налази се сплет фиктивних и историјских личности, а међу њима су песник Владислав Петковић Дис, мајор Љубомир Вуловић, краљ Петар I Карађорђевић, престолонаследник и регент Александар Карађорђевић, др Родолф Арчибалд Рајс, аустроугарски фелдмаршал Светозар Боројевић фон Бојна, цар Карло I од Аустрије, Мата Хари, Адолф Хитлер, последњи император сверуски Николај II Александрович Романов, императорка Александра Фјодоровна, револуционар Лав Троцки, италијански сликар Ђорђо де Кирико...

## Издања
Прво издање романа појавило се 2012. године, а издавач је био Моно и Мањана (данас: Вулкан издаваштво). Закључно са 2021. годином, појавило се укупно 30 издања, а прочитало га је више од 100.000 читалаца.
Преведен је 2014. године на енглески и француски језик.

## Критике
Роман је углавном побројао позитивне критике, што се види и према наградама које је освојио. О њему се позитивно изјаснио и др Александар Јерков, редовни професор Филолошког факултета Универзитета у Београду и управник Универзитетске библиотеке Светозар Марковић у Београду:
Велики рат је епски велик, а савремен роман о највећем историјском преокрету на почетку 20. века. Није то само портрет изванредно много људских судбина, већ убедљива слика слома велике наде у срећну будућност човечанства… (...) Овај роман представља и културолошку релаксацију обмане да смо највећи, најхрабрији и најбољи, а да ипак своју историју не заборавимо… Патња и бол немају границу. Кроз њих су прошли сви учесници рата. Пишући и о болу поражених, Гаталица је направио корак ка себи у лику другога и нас тако представио као средину која није затворена у себе.— проф. др Александар Јерков, редовни професор Филолошког факултета Универзитета у Београду и управник Универзитетске библиотеке Светозар Марковић у Београду
Књижевна критичарка Љиљана Шоп је о Великом рату, приликом уручења Награде Меша Селимовић, изјавила:
За разлику од досадашњих нациоламентирајућих епопеја о судбини у Првом светском рату, какве чак ни овде дуго након Другог светског рата нису биле званично пожељне јер се сматрало да бацају у засенак хероизам нових жртава и победника, Гаталица је дао планетарну слику историјских догађања која су заувек променила свет, окончала једну епоху и узроковала да 20. век буде најкрвавији и најтежи у историји човечанства. Наравно да велика тема само пружа могућност, али не гарантује и велики роман. Међутим, у овом делу могућности и њихова реализација савршено су се укрстили у непоновљивој магији приповедања, која сеже од глобалне слике до микроскопских детаља, путевима "несазнајних трансверзала" стварног и могућег, догођеног и измаштаног. (...) На истом језику се јауче, на истом језику се умире - и на истоку и на западу", полазна је и завршна истина Гаталичиног романа, једноставна попут свих неспорних истина, али запањујуће ретка, и то не само у нашим историјским романима. Ујединивши интуицију, визионарство и хуманизам ствараоца, с једне стране, као и искуство модерног историографа који не верује да историју пишу само владари и војсковође, и да се она састоји само од датума и битака, већ превасходно од свакодневице, уплива комедијанта случаја и изневеравања снова хиљада њених учесника и жртава, с друге стране, аутор "Великог рата" створио је монументалну фреску која се не заборавља и понудио уметничку истину која леди крв у жилама, али и улива снагу сваком појединцу да свој век, и свој комад живота у њему не страћи на зло, глупост, идеолошке тлапње и болесне фантазије властодржаца.— Љиљана Шоп, књижевна критичарка
Књижевник Драшко Ређеп је рекао:
Велики рат је прворазредна сензација наше књижевности.— Драшко Ређеп, књижевник
Гаталицин Велики рат је био предмет бројних научних чланака објављених у водећим домаћим научним часописима.

## Награде
Велики рат је награђен Ниновом наградом за најбољи роман године, као и Наградом Меша Селимовић коју додељују Вечерње новости. Обе награде су додељене 2013. године.

## Занимљивости
На предњој страни корица првобитног издања романа, налазе се: Орден Карађорђеве звезде, мајор Драгутин Гавриловић, Григориј Распућин, Мата Хари...
У књизи се налазе фотографија хапшења Гаврила Принципа након Сарајевског атентата 1914. године, фотографија пијанисте Паула Витгенштајна пред концерт 1919. године, добротворна дописна карта српских ратника из 1916. године, Мата Хари одевена за наступ 1917. године и фотографија белогардејаца по испловљавању из севастопољске луке 1918. године.